# العلاقات الإيطالية الجنوب سودانية
العلاقات الإيطالية الجنوب سودانية هي العلاقات الثنائية التي تجمع بين إيطاليا وجنوب السودان.

## مقارنة بين البلدين
هذه مقارنة عامة ومرجعية للدولتين:
| وجه المقارنة                                              | إيطاليا                                                  | جنوب السودان                  |
| --------------------------------------------------------- | -------------------------------------------------------- | ----------------------------- |
| المساحة (كم2)                                             | 301.34 ألف                                               | 619.75 ألف                    |
| عدد السكان (نسمة)                                         | 60.60 مليون                                              | 12.58 مليون                   |
| الكثافة السكانية (ن./كم²)                                 | 201.1                                                    | 20.3                          |
| العاصمة                                                   | روما، فلورنسا، تورينو                                    | جوبا                          |
| اللغة الرسمية                                             | اللغة الإيطالية                                          | لغة إنجليزية                  |
| العملة                                                    | يورو، ليرة إيطالية                                       | جنيه جنوب سوداني، جنيه سوداني |
| الناتج المحلي الإجمالي (بليون دولار)                      | 1.93 تريليون                                             | 2.90 مليار                    |
| الناتج المحلي الإجمالي (تعادل القوة الشرائية) بليون دولار | 2.26 تريليون                                             | 22.88 مليار                   |
| الناتج المحلي الإجمالي الاسمي للفرد دولار أمريكي          | 29.96 ألف                                                | 73                            |
| الناتج المحلي الإجمالي للفرد دولار أمريكي                 | 35.46 ألف                                                | 2.02 ألف                      |
| مؤشر التنمية البشرية                                      | 0.873                                                    | 0.467                         |
| رمز المكالمات الدولي                                      | +39                                                      | +211                          |
| رمز الإنترنت                                              | .it                                                      | .ss                           |
| المنطقة الزمنية                                           | توقيت وسط أوروبا، ت ع م+01:00، ت ع م+02:00، أوروبا/روما ‏ | ت ع م+03:00                   |

## منظمات دولية مشتركة
يشترك البلدان في عضوية مجموعة من المنظمات الدولية، منها:
| علم المنظمة | اسم المنظمة                               | تاريخ انضمام إيطاليا | تاريخ انضمام جنوب السودان |
| ----------- | ----------------------------------------- | -------------------- | ------------------------- |
|             | يونسكو                                    | ?                    | 27 أكتوبر 2011            |
|             | مؤسسة التمويل الدولية                     | 27 ديسمبر 1956       | 18 أبريل 2012             |
|             | المركز الدولي لتسوية المنازعات الاستشارية | 28 أبريل 1971        | 18 مايو 2012              |
|             | مؤسسة التنمية الدولية                     | 24 سبتمبر 1960       | 18 أبريل 2012             |
|             | وكالة ضمان الاستثمار متعدد الأطراف        | 29 أبريل 1988        | 18 أبريل 2012             |
|             | الاتحاد البريدي العالمي                   | ?                    | ?                         |
|             | منظمة الشرطة الجنائية الدولية             | ?                    | ?                         |
|             | الأمم المتحدة                             | 14 ديسمبر 1955       | 14 يوليو 2011             |
|             | الاتحاد الدولي للاتصالات                  | 1866                 | 3 أكتوبر 2011             |
|             | البنك الدولي للإنشاء والتعمير             | 27 مارس 1947         | 18 أبريل 2012             |
|             | البنك الإفريقي للتنمية                    | ?                    | ?                         |

## وصلات خارجية
- موقع وزارة الخارجية الإيطالية
- موقع وزارة الخارجية الجنوب سودانية